# Zoom numérique
Ne doit pas être confondu avec Redimensionnement d'image.

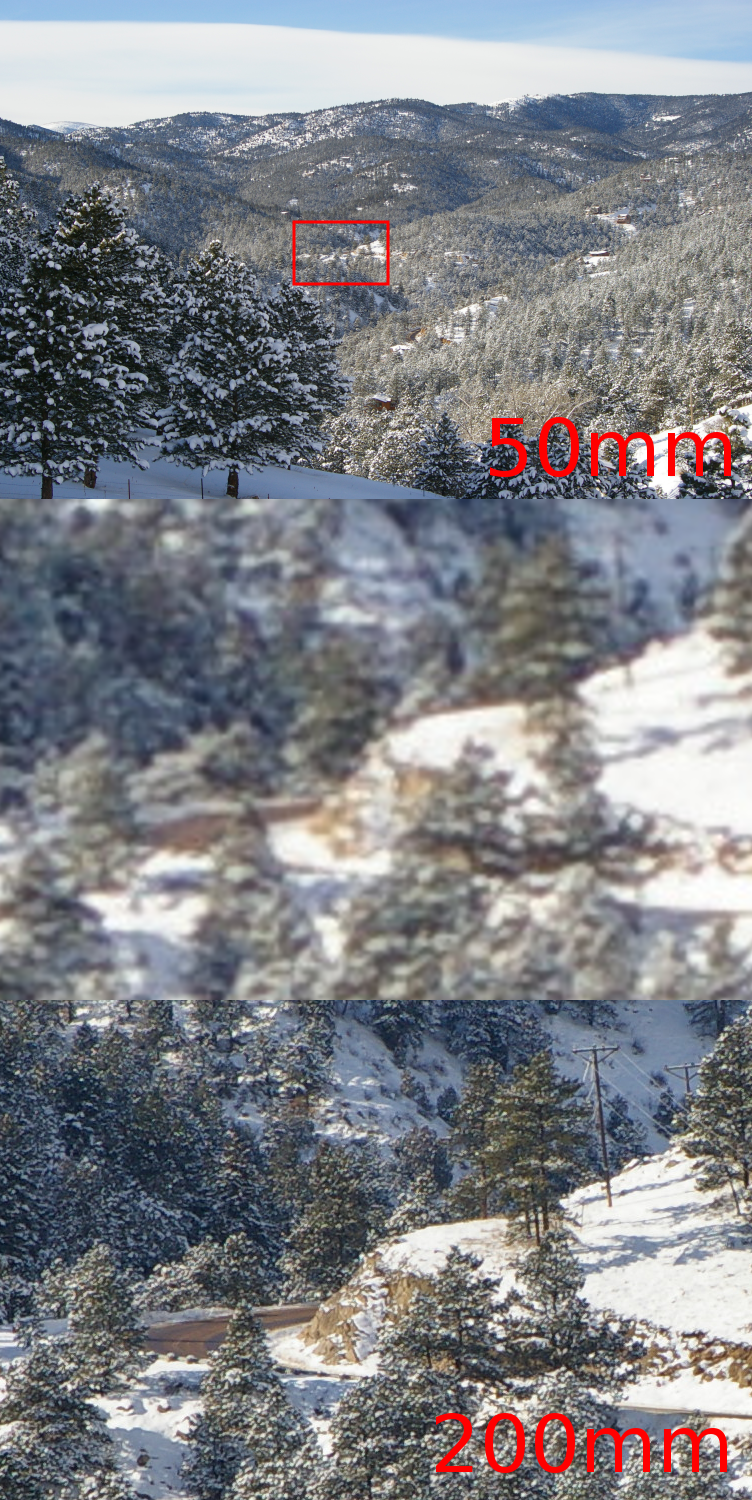
Le zoom numérique a été utilisé pour créer la photo du milieu à partir de la photo du haut, dégradant la qualité de l'image. Cependantavec l'objectif zoomé optiquement pour la photo du bas, la qualité ne se dégrade pas. En règle générale, le zoom numérique n'est pas disponible tant que le zoom optique n'est pas épuisé.

Le zoom numérique est une méthode permettant de réduire l'angle de vue précis d'une photographie numérique ou d'une image vidéo. Ceci est accompli en recadrant une image dans une zone avec le même rapport hauteur/largeur que l'original et en redimensionnant l'image aux dimensions de l'original. Les optiques de la caméra ne sont pas ajustées. Il est réalisé électroniquement, donc aucune résolution optique n'est obtenue.